# Dendronephthya chimnoi
Dendronephthya chimnoi är en korallart som beskrevs av Harrison 1908. Dendronephthya chimnoi ingår i släktet Dendronephthya och familjen Nephtheidae. Inga underarter finns listade i Catalogue of Life.